# Maria Glòria d'Orleans-Bragança
Maria Glòria d'Orleans-Bragança, princesa de Iugoslàvia (Petrópolis 1946). Princesa imperial del Brasil amb el tractament d'altesa imperial que arran del seu casament amb el príncep Alexandre de Iugoslàvia esdevingué princesa hereva al tron de Regne de Iugoslàvia.
Nascuda a la ciutat de Petrópolis, antiga ciutat residencial dels emperadors del Brasil el dia 13 de desembre de 1946. Filla del príncep Pere Gastao d'Orleans-Bragança i de la princesa Maria de l'Esperança de Borbó-Dues Sicílies. La princesa era neta per via paterna del príncep Pere d'Alcantara d'Orleans-Bragança i de la comtessa d'origen bohemi Elisabet Dobrzensky von Dobrzenicz i per via materna ho era del príncep Carles de Borbó-Dues Sicílies i de la princesa Lluïsa d'Espanya.
L'any 1972 es casà a Villamanrique de la Condesa, a la província de Sevilla, amb el príncep i cap de la casa reial de Regne de Iugoslàvia, Alexandre de Iugoslàvia, amb qui s'establí als Estats Units i amb qui tingué tres fills:
- SAR el príncep Pere de Iugosolàvia, nat a Chicago el 1980.

- SAR el príncep Felip de Iugoslàvia, nat a l'estat de Virgínia el 1981.

- SAR el príncep Alexandre de Iugoslàvia, nat a l'estat de Virgínia el 1981.

Maria Glòria es divorcià del príncep Alexandre l'any 1985. Pocs mesos després es casà amb l'aristòcrata castellà, Ignacio de Medina y Fernández de Córdoba fill de la duquessa de Medinaceli i posseïdors del ducat de Segorbe i del comtat d'Empúries.
La princesa Maria Glòria resideix en l'actualitat a Andalusia.
Maria Glòria descendeix per via directa de la reina Maria Leszczynska. Ara bé, la casualitat rau en el fet que, des de la mencionada reina i seguint la línia que ens condueix a Maria Glòria, totes les seves avantpassades han contret matrimoni dins de la casa Capet de França. Així l'ordre seria:
- Maria Leszczynska, esposa del rei Lluís XV de França (1703 - 1768).

- Elisabet de França, esposa del duc Felip I de Parma (1727 - 1759).

- Maria Lluïsa de Borbó-Parma, esposa del rei Carles IV d'Espanya (1751 - 1819).

- Maria Isabel d'Espanya, esposa del rei Francesc I de les Dues Sicílies (1789 - 1848).

- Maria Cristina de Borbó-Dues Sicílies, esposa del rei Ferran VII d'Espanya (1806 - 1876).

- Lluïsa Ferranda d'Espanya, esposa del príncep Antoni d'Orleans (1832 - 1897).

- Maria Lluïsa d'Orleans, esposa del príncep Felip d'Orleans (1848 -1919).

- Lluïsa d'Orleans, esposa del príncep Carles de Borbó-Dues Sicílies (1882 - 1958).

- Maria de l'Esperança de Borbó-Dues Sicílies, esposa del príncep Pere Gastao d'Orleans-Bragança (1914 - 2005).

- Maria Glòria d'Orleans-Bragança (1946)